# Macrosiphum carpinicolens
Macrosiphum carpinicolens är en insektsart som beskrevs av Patch 1919. Macrosiphum carpinicolens ingår i släktet Macrosiphum och familjen långrörsbladlöss. Inga underarter finns listade i Catalogue of Life.